# Droomparken
Droomparken is een keten van vakantieparken in Nederland. Het bedrijf werd opgericht in 1998 en specialiseert zich in het ontwikkelen en beheren van vakantieparken- en woningen. Droomparken beschikt over veertien parken verspreid over Nederland. Er zijn vakantiehuisjes en tiny houses te vinden. Het hoofdkantoor van het bedrijf bevindt zich in Loenen.
Per 1 juli 2019 is het bedrijf de hoofdsponsor van de Rotterdamse profvoetbalclub Feyenoord. Het jaar daarvoor prijkte de naam op het shirt van de Arnhemse profvoetbalclub Vitesse. Sinds juni 2020 maakt Droomparken deel uit van EuroParcs onder de naam EuroParcs Group. Per 01-01-2022 zijn de voormalige Droomparken vakantieparken ondergebracht onder het EuroParcs label.  

## Parken
| Park                       | Plaats           | Regio         |
| -------------------------- | ---------------- | ------------- |
| Droompark Bad MeerSee      | Nieuwvliet       | Zeeland       |
| Droompark Bad Hoophuizen   | Hulshorst        | Gelderland    |
| Droompark Bad Hulckesteijn | Nijkerk          | Gelderland    |
| Droompark Beekbergen       | Beekbergen       | Gelderland    |
| Droompark Buitenhuizen     | Velsen-Zuid      | Noord-Holland |
| Droompark De Zanding       | Otterlo          | Gelderland    |
| Droompark Hooge Veluwe     | Arnhem           | Gelderland    |
| Droompark Maasduinen       | Belfeld          | Limburg       |
| Droompark Molengroet       | Noord-Scharwoude | Noord-Holland |
| Droompark Schoneveld       | Breskens         | Zeeland       |
| Droompark Marina Strandbad | Olburgen         | Gelderland    |
| Droompark Spaarnwoude      | Halfweg          | Noord-Holland |
| Droompark Bospark Garderen | Garderen         | Gelderland    |
| Droompark Zuiderzee        | Hulshorst        | Gelderland    |
| Droompark Enkhuizer Strand | Enkhuizen        | Noord-Holland |